# Опии
Опиите  (на латински: Oppii, Gens Oppia) са стара фамилия на конници от Древен Рим. Те произлизат от Рим. Мъжете от фамилията носят името Опий (Oppius).
Известни представители на фамилията са:
- Марк Опий, военен командир 449 пр.н.е. в Монте Сакро[3]
- Спурий Опий Корницен, децемвир 450 и 449 пр.н.е.
- Гай Опий (трибун 449 пр.н.е.), народен трибун 449 пр.н.е. (Liv., III 54).
- Гай Опий (трибун 215 пр.н.е.), народен трибун, написал lex Oppia през 215 пр.н.е.
- Гай Опий (префект), 201 пр.н.е.
- Луций Опий Салинатор, народен трибун 197 пр.н.е.
- Гай Опий, писател, приятел на Юлий Цезар и Октавиан; заместник на Цезар
- Квинт Опий, управител на провинция Сирия 32 – 31 пр.н.е.
- Марк Опий Капитон, пропретор при Марк Антоний 40 пр.н.е.[4]
- Спурий Опий, суфектконсул 43 г.
- Гай Опий Сабин, консул 84 г., 85 г. управител на Мизия
- Гай Опий Сабин Юлий Непот Марк Вибий Солемнис Север, внук на суфектконсула от 43 г.

Други:
- Lex Oppia, закон от 215 пр.н.е. на Гай Опий
- Oppius Mons, южен склон на хълма Есквилин